# Luboš Říha
Luboš Říha (* 5. září 1969, Žatec) je český podnikatel v přímém prodeji, byl zakladatel a prezident společnosti DIAMONDS INTERNATIONAL CORPORATION - D.I.C. https://www.dicholding.com 

## Život
Vystudoval gymnázium v Lounech. V roku 1987 se rozhodl pro studium na Lékařské fakultě v Plzni Univerzity Karlovy, které ukončil v roku 1994. Během vysokoškolských studií začal podnikat. V 90. letech se prosadil v síťovém marketingu (GWC) v České republice a na Slovensku.
V roce 2005 založil v ČR společnost DIAMONDS INTERNATIONAL CORPORATION - D.I.C. a.s. Tato společnost byla dne 28. února 2013 prodána společnosti D.I.C. MANUFACTURING SE (IČO: 24232416). Společnost se prosadila ve státech Evropy a Asie. Vybudovala více než 15 dceřiných společností, např. v roce 2006 na Slovensku DIAMONDS INTERNATIONAL CORPORATION - D.I.C. SK, s.r.o. (IČO: 36645974). Součásti sítě byly také showroomy v Praze, Bratislavě, Budapešti, Moskvě, Varšavě, Bělehradě, Dubaji a Saigonu. Luboš Říha je členem a akcionářem nejstarší diamantové burzy v Antverpách (Beurs voor Diamanthandel) a Dubajské diamantové burzy (Dubai Diamnod Exchange). V roce 2012 byl podvodně připraven o diamanty v hodnotě 200 miliónů Kč.
V roce 2014; 2015 a 2016 byl výrobcem a exklusivním dodavatelem korunek, sponzorem pro Miss Universe, Miss USA a Miss Teen USA.
V roce 2015 ohlásil přípravu stavby hotelového komplexu ve Spojených arabských emirátech, s investicí více než 100 milionů amerických dolarů. Hotelový komplex byl navržen podle návrhu architekta Tonyho Ashaie, v nejsevernějším emirátu Rás al-Chajma, zhruba 40 minut od Dubaje.  „Areál bude pod správou jednoho z největších světových hotelových řetězců", uvedl Luboš Říha. Ve vedení projektu byl MUDr. Luboš Říha (zakladatel) a Cyril Piaia (CEO). Počátek výstavby je stanoven na rok 2022.
Koncem roku 2017 vyhlásil startup on-line projektu Diamantová jistota.
V současné době Luboš Říha zakládá start-upy v oblasti Web 3.0, crypto, NFT, atd. Mezi jeho úspěšné projekty patří např. Galaxy.Diamonds https://galaxy.diamonds Archivováno 24. 9. 2022 na Wayback Machine. a Legacy https://www.legacy-nft.com
V roce 2018 byl týdeníkem Euro jmenován v článku Deset nejvlivnějších Čechů v Dubaji a dalších emirátech.

## Publikační činnost
V roku 2012 vydal knihu o podnikaní v network marketingu nazvanou Dokázal jsem to já, dokážete to vy.